# Euphorbia multiformis
Euphorbia multiformis är en törelväxtart som beskrevs av Charles Gaudichaud-Beaupré, William Jackson Hooker och George Arnott Walker Arnott. Euphorbia multiformis ingår i släktet törlar, och familjen törelväxter.
Artens utbredningsområde är Hawaii. Inga underarter finns listade i Catalogue of Life.